# Barbara Allen Rainey

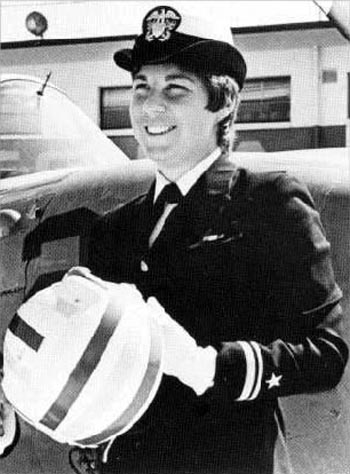
Barbara Allen Rainey

Barbara Allen Rainey (* 20. August 1948 in Bethesda, Maryland; † 13. Juli 1982 bei Evergreen, Alabama) war eine US-amerikanische Pilotin.

## Leben
Barbara Allen Rainey bekam am 22. Februar 1974 ihre „Goldenen Flügel“ als erste US-amerikanische Marinefliegerin der US Navy. Sie war ebenfalls die erste Pilotin, die einen Jet für die Navy flog.
Rainey starb im Rang eines Lieutenant Commanders bei einem Unfall während eines Ausbildungsfluges mit einer Beechcraft T-34 Mentor, zusammen mit ihrem Flugschüler Donald Bruce Knowlton, auf dem Flughafen Middleton Field bei Evergreen, Alabama.

### Privatleben
Barbara Allen Rainey war mit John C. Rainey verheiratet und hatte zwei Töchter.

## Trivia
Die beiden Hinterbliebenen, John C. Rainey und Rondi Knowlton, verklagten die Beech Aircraft Corporation in einem jahrelangen Gerichtsverfahren auf Produkthaftung. Der Fall endete 1988 vor dem Obersten Gerichtshof und kam unter der Nummer 488 U.S. 153 in die Entscheidungssammlung des United States Reports.